# 埃特納鎮區 (伊利諾伊州洛根縣)
埃特納鎮區（英語：Aetna Township）是位於美國伊利諾伊州洛根縣的一個行政鎮區。

## 地方資料
根據2010年美國人口普查的數據，埃特納鎮區的面積為89.80平方千米，當中陸地面積為89.80平方千米，而水域面積為0.00平方千米。當地共有人口524人，而人口密度為每平方千米5.84人。